# Sobatje serdtse
Sobatje serdtse (russisk: Собачье сердце) er en sovjetisk spillefilm fra 1988 af Vladimir Bortko.

## Medvirkende
- Jevgenij Jevstignejev som Philipp Philippovitj Preobrazjenskij
- Boris Plotnikov som Ivan Arnoldovitj Bormental
- Vladimir Tolokonnikov som Polygraf Polygrafovitj Sjarikov
- Nina Ruslanova som Darja Petrovna Ivanova
- Roman Kartsev